# Donzige eik

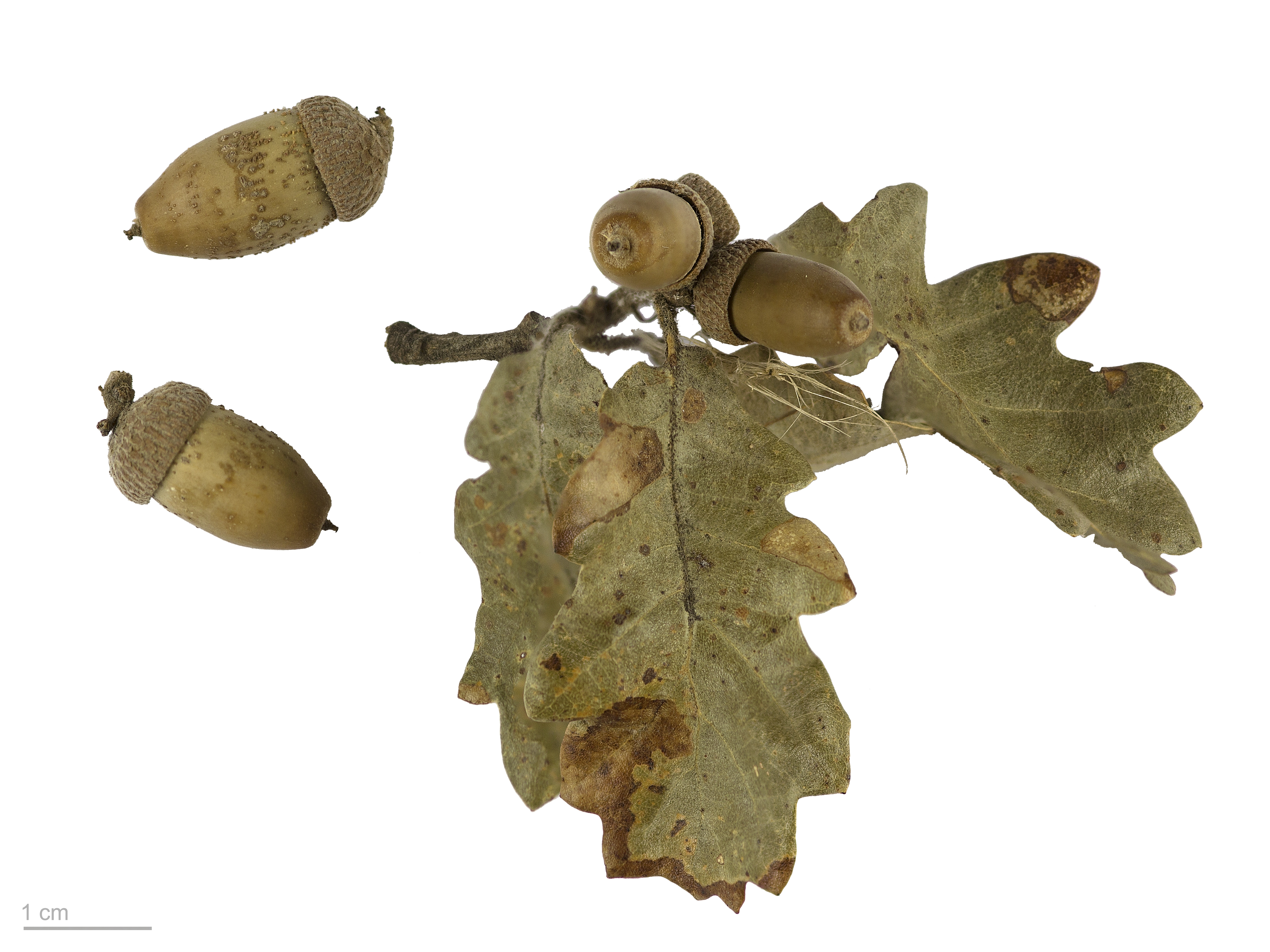
Donzige eik, blad en vrucht

De donzige eik (Quercus pubescens) is een loofboom behorend tot de napjesdragersfamilie (Fagaceae).

## Verspreiding
Het verspreidingsgebied loopt van Zuid-Europa, Midden-Europa, West-Europa tot aan klein Azië en het Kaukasus-gebergte. In West-Europa komt de plant voor in Frankrijk, Italië, de Balkan, Sardinië en Corsica. De soort komt daar onder meer voor in het Jura-gebergte, de Franse Regio Elzas, het Rijndal en de Middenrijn, en in het Nationaal Park Unteres Odertal. In Nederland komt de donzige eik van nature niet voor. In België slechts op enkele locaties in het zuiden.
In het Zwitserse kanton Wallis groeit de plant tot op een hoogte van 1500 meter boven zeeniveau. De donzige eik geeft de voorkeur aan warme zomers en voedselrijke bodems die kalkrijk zijn. De soort is zeldzaam op zure silicatengesteenten. De soort kan ook groeien op droge plaatsen. De soort groeit in bossen samen met pluimes (Fraxinus ornus), moseik (Quercus cerris), en de Europese hopbeuk (Ostrya carpinifolia). In Centraal-Europa groeit de soort vaak in combinatie met de zomereik (Quercus robur)

## Kenmerken
De donzige eik is een bladverliezende plant die als boom of struik kan voorkomen. De boom kan 25 meter hoog worden met een diameter van 0,6 meter en kan een leeftijd van 500 jaar bereiken. De schors is dik en gebarsten en heeft een lichtgrijze kleur. De soort dankt zijn naam aan de pluizige en behaarde twijgen die een paarsachtige kleur hebben en knoppen. De knoppen zijn bruin van kleur en zijn stomp. De bladeren worden 6 en de 10 centimeter lang en zijn gelobd en worden tussen de 3 en de 6 centimeter breed. De bladeren staan verspreid op de takken. De bovenkant van het blad heeft een heldergroene kleur en de onderkant heeft een grijsgroene kleur. In de herfst krijgen de bladeren een roodbruine kleur. De bladeren zijn donzig. De bladsteel is tussen de 4 en 15 millimeter lang De donzige eik is eenhuizig. De plant bloeit van april tot mei en de eikels zijn rijp in oktober. De eikels zijn 3,5 centimeter lang en het napje bedekt ongeveer de helft van de eikel.

## Gebruik
De donzige eik wordt gebruikt binnen de bosbouw in Zuid-en Zuidoost-Europa omdat het hout een stevige structuur heeft. Het hout wordt gebruikt voor de productie van meubelen. Daarnaast is de donzige eik te gebruiken als eikenhakhout. De eikels worden gebruikt als varkensvoer.

## Ondersoorten
- Quercus pubescens subsp. pubescens – Midden- en Zuid-Europa
- Quercus pubescens subsp. anatolica O.Schwarz – Zuidwest-Azië en Zuid-Europa
- Quercus pubescens subsp. palensis (Palassou) O.Schwarz – Noord Spanje in de Pyreneeën.

Gezaagdbladige eik (Q. acutissima) · 
Amerikaanse witte eik (Q. alba) · 
Japanse eik (Q. aliena) · 
Gouden eik (Q. alnifolia) · 
Californische struikeik (Q. berberidifolia) · 
Tweekleurige eik (Q. bicolor) · 
Moseik (Q. cerris) · 
Hulsteik (Q. coccifera) · 
Scharlaken eik (Q. coccinea) · 
Japanse keizereik (Q. dentata) ·  
Portugese eik (Q. faginea) · 
Steeneik (Q. ilex) · 
Californische zwarte eik (Q. kelloggii) · 
Quercus lamellosa · 
Quercus lusitanica · 
Perzische eik (Q. macranthera) · 
Mongoolse eik (Q. mongolica) · 
Moeraseik (Q. palustris) · 
Wintereik (Q. petraea) · 
Donzige eik (Q. pubescens) · 
Pyrenese eik (Q. pyrenaica) · 
Zomereik (Q. robur) · 
Amerikaanse eik (Q. rubra) · 
Kurkeik (Q. suber)